# Mort Garson
Mort Garson, född 20 juli 1924 i Saint John i New Brunswick, död 4 januari 2008 i San Francisco, var en kanadensiskfödd kompositör, arrangör, låtskrivare och pionjär inom elektronisk musik. Han är mest känd för sina album under 1960- och 1970-talet som var bland de första att ha med Moog-syntar. Han har också skrivit flera hitlåtar, bland annat "Our Day Will Come", en hit för "Ruby and the Romantics". Enligt Allmusic var "Mort Garson en av de mest unika och bisarra meritförteckningar i populärmusiken, som spänner från "easy listening" till ockult-influerade rymdålder elektronisk pop.